# Клајд (Тексас)
Клајд (енгл. Clyde) град је у америчкој савезној држави Тексас. По попису становништва из 2010. у њему је живело 3.713 становника.

## Демографија
Према попису становништва из 2010. у граду је живело 3.713 становника, што је 368 (11,0%) становника више него 2000. године.
| Група             | 2000.         | 2010.         |
| Белци             | 3.144 (94,0%) | 3.357 (90,4%) |
| Афроамериканци    | 12 (0,4%)     | 16 (0,4%)     |
| Азијати           | 6 (0,2%)      | 15 (0,4%)     |
| Хиспаноамериканци | 135 (4,0%)    | 251 (6,8%)    |
| Укупно            | 3.345         | 3.713         |